# Federación Somalí de Fútbol
La Federación Somalí de Fútbol (en inglés: Somali Football Federation; abreviado SFF) es el organismo rector del fútbol en Somalia. Fue fundada en 1950, desde 1960 es miembro de la FIFA y desde 1975 de la CAF. Organiza el campeonato de Liga y de Copa, así como los partidos de la selección nacional en sus distintas categorías.